# سیارک ۲۲۶۷۵
سیارک ۲۲۶۷۵ (به انگلیسی: 22675 Davidcohn، نامگذاری:1998QZ39) بیست و دو هزار و ششصد و هفتاد و پنجمین سیارک کشف شده‌است که در ۱۷ اوت ۱۹۹۸ کشف شد.
قدر مطلق سیارک برابر ۱۹.۵ است.